# Jacob Derk Sweerts de Landas
Jacob Derk baron Sweerts de Landas (Gorinchem, 28 februari 1759 – Den Haag, 10 maart 1820), heer van Oirschot, Best en Bijsterveld, was een Nederlands militair.

## Persoonlijk leven
Sweerts de Landas was de zoon van Lodewijk Jan Baptist Sweerts de Landas (1727-1809) en Sara van Barnevelt (1731-1814), vrouwe van Engelen en Vlijmen. Hij was de laatste kasteelheer van Oirschot; in 1831 verkocht de familie het Kasteel Oud Beijsterveld aan de missionarissen Fils de Marie en werd het een klooster. Op 28 augustus 1814 werd hij benoemd in de ridderschap van Noord-Brabant, op 24 november 1816 werd voor hem de titel baron erkend.
Hij trouwde in 1784 met Maria Elisabeth Snouckaert van Schauberg (1763-1847), vrouwe van Spijk.
Het echtpaar kreeg de volgende kinderen:
- Jacob Lodewijk Johan Baptist Sweerts de Landas (1790-1847), lid raad van Gorinchem; trouwt 1814 Dina Cornelia Adriana Verschoor (zr. van J.J. Verschoor, zie hieronder)
- Isabella Henriëtta Philippina Sweerts de Landas (1800-1875); trouwt 1823 Jan Jacob Verschoor (1797-1864), kolonel der infanterie, Ridder der Militaire Willems-Orde

## Loopbaan
Hij was luitenant-generaal en gouverneur der Residentie. In 1814 was hij lid van de Staten-Generaal der Verenigde Nederlanden.

## Militaire loopbaan
- Vaandrig: 17 juli 1775[1][2]
- Tweede luitenant: 1 mei 1778[1][2]
- Kapitein: 20 november 1781[1][2]
- Luitenant-kolonel: 1 december 1781[1]
- Kolonel: 1 januari 1793[1]- 1792[2]
- Generaal-majoor: 22 november 1813[1]
- Luitenant-generaal: januari 1814[3]

## Onderscheiding
Op 8 juli 1815 benoemde koning Willem I hem voor "wegens vroeger bewezen diensten" tot commandeur in de Militaire Willems-Orde.